# Trichoformosomyia notata
Trichoformosomyia notata là một loài ruồi trong họ Tachinidae.